# Simon (chiffrement)
Pour les articles homonymes, voir Simon.

Un tour de chiffrement par blocs de Simon

Simon est une famille de chiffrements par bloc légers conçue par la NSA et rendue publique en juin 2013.
La performance de Simon est optimisée pour les implémentations matérielles tandis que la famille de chiffrements par bloc légers, Speck, rendue publique à la même date, est optimisée pour les implémentations logicielles.